# 7 Berryz Times
Albums de Berryz Kōbō
6th Otakebi Album
(2010) Ai no Album 8
(2012)
Singles
1. Maji Bomber!!
Sortie : 14 juillet 2010
2. Shining Power
Sortie : 10 novembre 2010
3. Heroine ni Narō ka!
Sortie : 2 mars 2011

7 Berryz Times (7 Berryz タイムス) est le septième album du groupe de J-pop Berryz Kōbō.

## Présentation
L'album sort le 30 mars 2011 au Japon sur le label Piccolo Town. Il est écrit, composé et produit par Tsunku, et atteint la 10e place du classement des ventes hebdomadaire de l'Oricon. C'est alors le meilleur classement d'un album du groupe, mais pas sa meilleure vente d'album.
Il sort aussi en édition limitée au format CD+DVD avec une pochette différente et un DVD en supplément.
L'album contient dix titres, dont trois sortis précédemment en singles (Maji Bomber!!, Shining Power, et Heroine ni Narō ka!) ; les deux premiers singles ont servi de thèmes de fin à la série anime Inazuma Eleven.
La chanson Icchome Rock! sera reprise par un autre groupe du Hello! Project, Kobushi Factory, dans le 2e CD de son album Kobushi Sono Ichi en 2016.

## Formation
Membres créditées sur l'album :
- Saki Shimizu
- Momoko Tsugunaga
- Chinami Tokunaga
- Miyabi Natsuyaki
- Māsa Sudō
- Yurina Kumai
- Risako Sugaya

## Pistes
CD
1. Icchōme Rock! (一丁目ロック!'?)
2. Heroine ni Narō ka! (ヒロインになろうか!?) (25e single)
3. Bomb Bomb Jump (BOMB BOMB JUMP?)
4. Masshiroi Ano Kumo (真っ白いあの雲?)
5. Maji Bomber!! (本気ボンバー!!?) (23e single)
6. Joshikai The Night (女子会 The Night?)
7. Girls Times (ガールズタイムス?)
8. Onna no Pride (女のプライド?)
9. Shining Power (シャイニング パワー!?) (24e single)
10. Magical Future! (マジカルフューチャー!?)

DVD de l'édition limitée
1. Heroine ni Narō ka! (Shimizu Saki Album Ver.) (ヒロインになろうか! (清水佐紀 アルバムVer.)?)
2. Heroine ni Narō ka! (Tsugunaga Momoko Album Ver.) (ヒロインになろうか! (嗣永桃子 アルバムVer.)?)
3. Heroine ni Narō ka! (Tokunaga Chinami Album Ver.) (ヒロインになろうか! (徳永千奈美アルバムVer.)?)
4. Heroine ni Narō ka! (Sudo Maasa Album Ver.) (ヒロインになろうか! (須藤茉麻 アルバムVer.)?)
5. Heroine ni Narō ka! (Natsuyaki Miyabi Album Ver.) (ヒロインになろうか! (夏焼雅 アルバムVer.)?)
6. Heroine ni Narō ka! (Kumai Yurina Album Ver.) (ヒロインになろうか! (熊井友理奈アルバムVer.)?)
7. Heroine ni Narō ka! (Sugaya Risako Album Ver.) (ヒロインになろうか! (菅谷梨沙子 アルバムVer.)?)
8. Heroine ni Narō ka! (Live Ver.) (ヒロインになろうか! (ライブVer.)?) (du Hello! Project 2011 Winter ~Kangei Shinsen Matsuri~)